# Trumpifiering

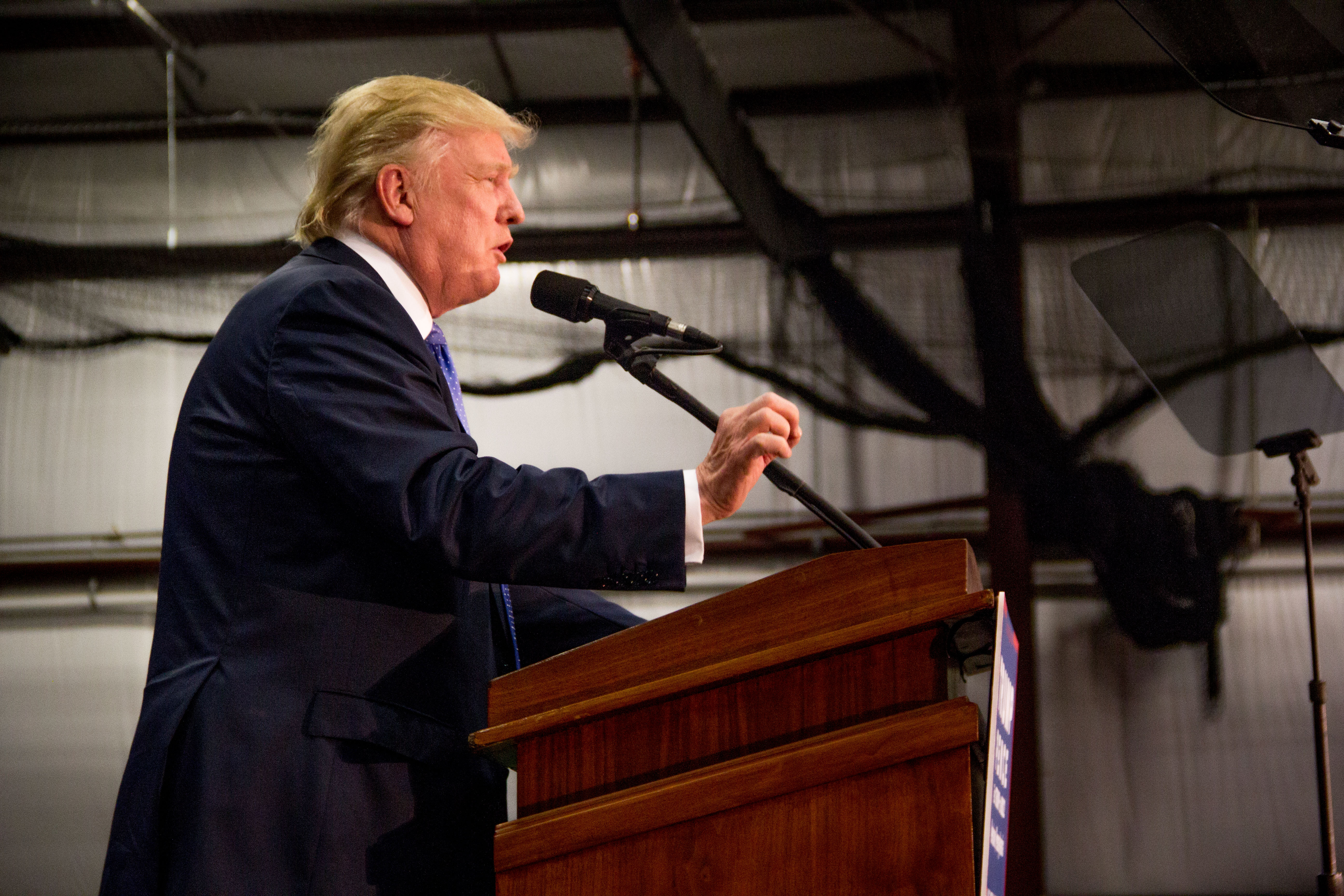
"Trumpifiering" grundar sig i Donald Trumps retoriska stil

Trumpifiering är ett ord som är nära besläktat med populism, och grundar sig i Donald Trumps retoriska stil under hans presidentsvalrörelse 2016. Ordet myntades av motståndare till Donald Trump, och syftar till ståndpunkter såsom att populära åsikter är de sanna åsikterna. Ordet inkluderar påhittade nyheter, lögner, förolämpningar och förnekanden av tidigare uttalanden. Språkrådet och Språktidningen definierar ordet som "förändring av den politiska debatten i riktning mot en retorisk stil där man säger sådant som får uppmärksamhet utan att ta hänsyn till konsekvens eller fakta".